# Collemancio
Collemancio is een plaats (frazione) in de Italiaanse gemeente Cannara.